# Il destino delle Tartarughe Ninja - Il film
Il destino delle Tartarughe Ninja - Il film (Rise of the Teenage Mutant Ninja Turtles: The Movie) è un film d'animazione del 2022, diretto da Abdy Suriano e Ant Word sulla sceneggiatura di Tony Gama-Lobo e Rebecca May. Il lungometraggio cinematografico è il sequel della serie animata Rise of the Teenage Mutant Ninja Turtles - Il destino delle Tartarughe Ninja (uscito nel 2018). In Italia è stato distribuito su Netflix il 5 agosto 2022.

## Trama
Nell'anno 2044, il malvagio alieno Krang Leader e il suo esercito hanno invaso il pianeta Terra e la resistenza è caduta. In un ultimo tentativo, Leonardo e Michelangelo si sacrificano inviando il loro giovane allievo Casey Jones indietro nel tempo per fermare l'invasione trovando una chiave che ha permesso ai Krang di venire sulla Terra. Casey raggiunge con successo i giorni nostri, diversi mesi dopo la sconfitta definitiva del malefico Shredder.
Ai giorni nostri, dopo che Leonardo batte il record di Donatello di scatole di pizza incolonnate sulla sua testa, Raffaello li avvisa di un furto in corso da parte di Hypno-potamo e Warren Stone, con la chiave che Casey sta cercando inclusa tra gli oggetti rubati. Le Tartarughe riescono a fermarli, ma il Tenente e i soldati del Clan del Piede arrivano sul luogo e riescono a prendersi la chiave. Tornati nella tana, Raffaello litiga con Leonardo a causa del suo crescente comportamento testardo e arrogante. 
Nel frattempo, Casey trova April O'Neil, che lo mette fuori combattimento pensando fosse un aggressore e lo porta nella tana delle Tartarughe. Poi il ragazzo venuto dal futuro spiega la sua missione e, dopo aver menzionato i Krang, il maestro Splinter spiega che gli alieni sono venuti sulla Terra molto tempo fa e sono stati esiliati in un altro regno da una banda di guerrieri che hanno creato e usato la chiave che è in realtà un'arma mistica. Le Tartarughe, insieme ad April, Splinter e Casey, inseguono il Clan del Piede, che è riuscito ad aprire il portale riuscendo a far arrivare gli alieni. Le Tartarughe combattono così contro i Krang, ma il Krang Leader prosciuga i loro poteri mistici, costringendole a ritirarsi. Leonardo riesce ad impadronirsi della chiave e a chiudere il portale ma Raffaello viene catturato.
Successivamente, le Tartarughe insieme a Casey inseguono i Krang e Raffaello, mentre Splinter e April rimangono indietro per sbarazzarsi della chiave. I Krang riescono a trovare la tana delle Tartarughe e si impossessano dei membri del Clan del Piede mandandoli a cercare la chiave, mentre loro preparano il portale in cima alla Torre della Metropolitana, l'edificio più alto della città. Le Tartarughe e Casey cadono in un'imboscata nei tunnel della metropolitana e vengono separati. A questo punto proprio Casey rimprovera Leonardo per la sua arroganza, motivo di screzi nel futuro, rivelando la verità su ciò che accadrà alla sua famiglia prima che si riuniscano con il resto delle Tartarughe. Poi trovano Raffaello a sua volta posseduto dal Krang Leader e riescono ad impadronirsi della chiave ma i Krang usano la chiave per aprire il portale e far uscire il Tecnodromo. 
Mentre April, Splinter e Casey si occupano delle forze aliene, le Tartarughe salgono a bordo della nave cercando di prenderne il controllo. Vengono però catturate e Leonardo riesce a raggiungere Raffaello aiutandolo a liberarsi e a riacquistare i loro poteri mistici. Casey, Splinter e April sconfiggono con successo Krang Sorella, che viene gravemente mutilato e immobilizzato mentre le Tartarughe Ninja si scontrano contro il leader dei Krang venendo sconfitte, costringendolo però a tornare nella dimensione prigione chiudendo il portale e distruggendo il Tecnodromo. Leonardo resta però intrappolato nella stessa dimensione con il Krang Leader che lo attacca con una furia cieca. Gli altri fratelli lo salvano usando i poteri appena sviluppati da Michelangelo, lasciando il Krang Leader intrappolato per sempre nella dimensione prigione in cui si mette a urlare furiosamente dalla sua amara sconfitta.
Qualche tempo dopo, i nostri eroi si godono una pizza in cima al ponte di Brooklyn, con Casey che rivela che l'ex recluta del Clan del Piede Cassandra Jones era sua madre. Osservano la città mentre viene ricostruita e fanno voto di difenderla quando è necessario. Nell'ultima scena, Raffaello cerca di battere il record di Leonardo, che dondola tutte le scatole di pizza sulla sua testa.

## Produzione
Il film è stato annunciato per la prima volta nel febbraio 2019 da Nickelodeon che, durante la seconda stagione della serie animata nell'ottobre 2018, ha contattato Suriano e Ward per realizzare un lungometraggio. A causa dell'accorciamento della seconda stagione, gli sceneggiatori hanno dovuto adattare la trama del film per allinearla con gli imminenti cambiamenti apportati alla storia principale. La maggior parte dell'animazione è stata realizzata dalla Flying Bark Productions di Sydney, in Australia, e dalla Top Draw Animation nelle Filippine, con la prima che ha fornito l'animazione per la serie. La produzione vera e propria è poi cominciata a marzo 2020.

## Distribuzione
Il film sarebbe dovuto uscire nel 2021 ma poi fu rimandato. Il primo trailer uscì il 6 Giugno 2022. In Cina il film è uscito nelle sale il 19 novembre 2022, dove è stato distribuito da China Film Group Corporation.

## Critica
Ha ricevuto recensioni generalmente positive dalla critica per la sua animazione, le scene d'azione, le interpretazioni e il nucleo emotivo. Il sito Rotten Tomatoes ha dato una valutazione dell'79% basato su 14 recensioni con una media di 6,6/10. Su imdb ha ricevuto 6,1/10 sulla base di 6536 recensioni, mentre su Metacritic ha ricevuto una valutazione di 61/100.

## Riconoscimenti
- 2023 - Annie Awards
  - Nomination per il miglior character design in lungometraggi animati
- 2023 - Golden Reel Awards
  - Vincitore premio miglior montaggio del suono